# Xã Hokah, Quận Houston, Minnesota
Xã Hokah (tiếng Anh: Hokah Township) là một xã thuộc quận Houston, tiểu bang Minnesota, Hoa Kỳ. Năm 2010, dân số của xã này là 497 người.